# Aven Romale
Aven Romale (Come in Gypsies), är en sång av den tjeckiska gruppen Gipsy.cz, låten representerade landet i Eurovision Song Contest 2009, som hålls i Moskva.
Den kom sist i semifinal 1 med 0 poäng.